# وزارة الفلاحة (تونس)
وزارة الفلاحة هي وزارة تونسية مكلفة بالإشراف على ميدان الفلاحة في تونس.

## المهام
من مشمولات الوزارة:
- إعداد مخططات التنمية الفلاحية في نطاق المخططات الوطنية للتنمية الاقتصادية والاجتماعية،
- إعداد البرامج القطاعية الخاصة بتنمية الفلاحة والصيد البحري،
- إعداد الدراسات المتعلقة بمختلف العناصر والوسائل الرامية إلى تنمية القطاع الفلاحي،
- إعداد مشاريع النصوص التشريعية والترتيبية الخاصة بالنهوض بالفلاحة والسهر على تطبيقها،
- إعداد المخططات والبرامج لتسخير الموارد المائية واستعمالها لسد حاجيات البلاد ولتنمية الموارد المائية غير التقليدية والاقتصاد في الماء،
- إنجاز الأشغال المتعلقة بالهياكل الأساسية التي تهم المياه الفلاحية ومراقبة التصرف فيها والمحافظة على المياه والتربة وتهيئة الأحواض الطبيعية والمحافظة على الأراضي الفلاحية،
- التصرف في ملك الدولة الغابي والملك العمومي للمياه والمحافظة على الموارد الطبيعية عبر الإحاطة بمستعمليها،
- إنجاز الدراسات والأعمال الهادفة إلى تعصير وتنشيط الهياكل الزراعية،
- السهر على تنسيق عمليات إصلاح الهياكل الزراعية وهيكلة الأراضي الدولية ومتابعة إنجازها بالتعاون مع وزارة أملاك الدولة والشؤون العقارية،
- أخذ التدابير التشجيعية اللازمة للحث على بعث وتنشيط مجامع المالكين والمستغلين والمجامع المهنية المشتركة والمراكز الفنية،
- السهر على توسيع شبكة أسواق المنتجات الفلاحية على كامل التراب الوطني بالتعاون مع الأطراف المعنية،
- المشاركة في تدعيم مواقع البلاد بالأسواق الخارجية والبحث عن أسواق جديدة واكتساحها،
- الإشراف على البرامج والأعمال الخاصة بالإحياء الفلاحي في النطاق الجهوي،
- الإشراف على تحقيق برامج البحث والسهر على تنمية التعاون والتبادل العلمي مع المؤسسات الدولية أو الجهوية المختصة، وذلك في نطاق التشريع الجاري به العمل،
- الإشراف على المؤسسات المساهمة في القيام بالمهام الداخلة في نطاق مشمولات الوزارة والمتعلقة بتطوير وتنمية القطاع الفلاحي.

## قائمة الوزراء
| الوزير | الوزير              | الحزب | الحزب                                               | الحكومة                                                                                            | تواريخ العهدة  | تواريخ العهدة  |
| ------ | ------------------- | ----- | --------------------------------------------------- | -------------------------------------------------------------------------------------------------- | -------------- | -------------- |
|        | مصطفى الفيلالي      |       | الحزب الحر الدستوري الجديد                          | حكومة الحبيب بورقيبة الأولى حكومة الحبيب بورقيبة الثانية                                           | 15 أبريل 1956  | 1 أكتوبر 1957  |
|        | محمود الخياري       |       | الحزب الحر الدستوري الجديد                          | حكومة الحبيب بورقيبة الثانية                                                                       | 1 أكتوبر 1957  | 30 ديسمبر 1958 |
|        | عبد السلام الكناني  |       | الحزب الحر الدستوري الجديد                          | حكومة الحبيب بورقيبة الثانية                                                                       | 30 ديسمبر 1958 | 3 أبريل 1962   |
|        | عبد المجيد شاكر     |       | الحزب الحر الدستوري الجديد الحزب الاشتراكي الدستوري | حكومة الحبيب بورقيبة الثانية                                                                       | 3 أبريل 1962   | 12 نوفمبر 1964 |
|        | محمد الجدي          |       | الحزب الاشتراكي الدستوري                            | حكومة الحبيب بورقيبة الثانية                                                                       | 12 نوفمبر 1964 | 26 يوليو 1967  |
|        | الأسعد بن عصمان     |       | الحزب الاشتراكي الدستوري                            | حكومة الحبيب بورقيبة الثانية                                                                       | 26 يوليو 1967  | 8 سبتمبر 1969  |
|        | عبد الله فرحات      |       | الحزب الاشتراكي الدستوري                            | حكومة الحبيب بورقيبة الثانية حكومة الباهي الأدغم حكومة الهادي نويرة                                | 8 سبتمبر 1969  | 29 أكتوبر 1971 |
|        | الضاوي حنابلية      |       | الحزب الاشتراكي الدستوري                            | حكومة الهادي نويرة                                                                                 | 29 أكتوبر 1971 | 25 سبتمبر 1974 |
|        | حسان بلخوجة         |       | الحزب الاشتراكي الدستوري                            | حكومة الهادي نويرة                                                                                 | 25 سبتمبر 1974 | 7 نوفمبر 1979  |
|        | الأسعد بن عصمان     |       | الحزب الاشتراكي الدستوري التجمع الدستوري الديمقراطي | حكومة الهادي نويرة حكومة محمد المزالي حكومة رشيد صفر حكومة زين العابدين بن علي حكومة الهادي البكوش | 7 نوفمبر 1979  | 27 يوليو 1988  |
|        | صلاح الدين بن مبارك |       | التجمع الدستوري الديمقراطي                          | حكومة الهادي البكوش                                                                                | 27 يوليو 1988  | 11 أبريل 1989  |
|        | النوري الزرقاطي     |       | التجمع الدستوري الديمقراطي                          | حكومة الهادي البكوش حكومة حامد القروي                                                              | 11 أبريل 1989  | 20 فبراير 1991 |
|        | المولدي الزواوي     |       | التجمع الدستوري الديمقراطي                          | حكومة حامد القروي                                                                                  | 20 فبراير 1991 | 15 يونيو 1993  |
|        | محمد بن رجب         |       | التجمع الدستوري الديمقراطي                          | حكومة حامد القروي                                                                                  | 15 يونيو 1993  | 22 يناير 1997  |
|        | مبروك البحري        |       | التجمع الدستوري الديمقراطي                          | حكومة حامد القروي                                                                                  | 22 يناير 1997  | 9 أكتوبر 1997  |
|        | الصادق رابح         |       | التجمع الدستوري الديمقراطي                          | حكومة حامد القروي حكومة محمد الغنوشي الأولى                                                        | 9 أكتوبر 1997  | 5 سبتمبر 2002  |
|        | الحبيب حداد         |       | التجمع الدستوري الديمقراطي                          | حكومة محمد الغنوشي الأولى                                                                          | 5 سبتمبر 2002  | 29 أغسطس 2008  |
|        | عبد السلام منصور    |       | التجمع الدستوري الديمقراطي                          | حكومة محمد الغنوشي الأولى                                                                          | 29 أغسطس 2008  | 17 يناير 2011  |
|        | الحبيب مبارك        |       | التجمع الدستوري الديمقراطي                          | حكومة محمد الغنوشي الثانية                                                                         | 17 يناير 2011  | 27 يناير 2011  |
|        | مختار الجلالي       |       | مستقل                                               | حكومة محمد الغنوشي الثانية حكومة الباجي قايد السبسي                                                | 27 يناير 2011  | 24 ديسمبر 2011 |
|        | محمد بن سالم        |       | حركة النهضة                                         | حكومة حمادي الجبالي حكومة علي العريض                                                               | 24 ديسمبر 2011 | 29 يناير 2014  |
|        | لسعد لشعل           |       | مستقل                                               | حكومة المهدي جمعة                                                                                  | 29 يناير 2014  | 6 فبراير 2015  |
|        | سعد الصديق          |       | مستقل                                               | حكومة الحبيب الصيد                                                                                 | 6 فبراير 2015  | 27 أغسطس 2016  |
|        | سمير الطيب          |       | المسار الديمقراطي الاجتماعي                         | حكومة يوسف الشاهد                                                                                  | 27 أغسطس 2016  | 27 فبراير 2020 |
|        | أسامة الخريجي       |       | مستقل                                               | حكومة إلياس الفخفاخ                                                                                | 27 فبراير 2020 | الآن           |

## مؤسسات تحت الإشراف
تشرف وزارة الفلاحة على العديد من المؤسسات:

### المؤسسات العمومية ذات الصبغة الإدارية
- وكالة الإرشاد والتكوين الفلاحي.
- مؤسسة البحث والتعليم العالي الفلاحي.
- المرصد الوطني للفلاحة.
- وكالة المعدات لتسوية الأراضي الفلاحية.
- وكالة التنقيب عن المياه.
- وكالة إستغلال الغابات.
- مكتب مراقبة وحدات الإنتاج الفلاحي.
- مكتب التقييم والبحوث المائية.

### المنشآت العمومية
- ديوان الأراضي الدولية.
- ديوان الحبوب.
- الديوان الوطني للزيت.
- الشركة الوطنيّة لإستغلال وتوزيع المياه.
- شركة إستغلال قنال وأنابيب مياه الشمال.
- الشركة التونسية للدواجن.
- وكالة مواني وتجهيزات الصيد البحري.
- شركة سباق الخيل.
- الشركة الوطنيّة لحماية النباتات.

### مؤسسات عمومية لا تكتسي صبغة إدارية
- ديوان تنمية الغابات والمراعي بالشمال الغربي.
- ديوان تربية الماشية وتوفير المرعى.
- الوكالة العقارية الفلاحية.
- وكالة النهوض بالاستثمارات الفلاحية.
- المركز الوطني للدراسات الفلاحية.
- المؤسسة الوطنية لتحسين وتجويد الخيل.
- المعهد الوطني للزراعات الكبرى.
- القطب التكنولوجي (لتثمين ثروات الصحراء وتطوير استغلال الطاقات الكامنة فيها).

### المجامع المهنية المشتركة
- المجمع المهني المشترك للغلال
- المجمع المهني المشترك للحوم الحمراء والألبان
- المجمع المهني المشترك لمنتوجات الصيد البحري
- المجمع المهني المشترك لمنتوجات الدواجن والأرانب
- المجمع المهني المشترك للخضر
- المجمع الإجباري لفلاحي الكروم ومنتجي الغلال

### المراكز الفنية
- المركز الفني للحبوب.
- المركز الفني للفلاحة البيولوجية.
- المركز الفني للقوارص.
- المركز الفني تربية الأحياء المائية.
- المركز الفني للتمور.
- المركز الفني للزراعات المحمية والجيوحرارية.

## روابط خارجية
- موقع وزارة الفلاحة التونسية.